# Observantenkirche (Münster)

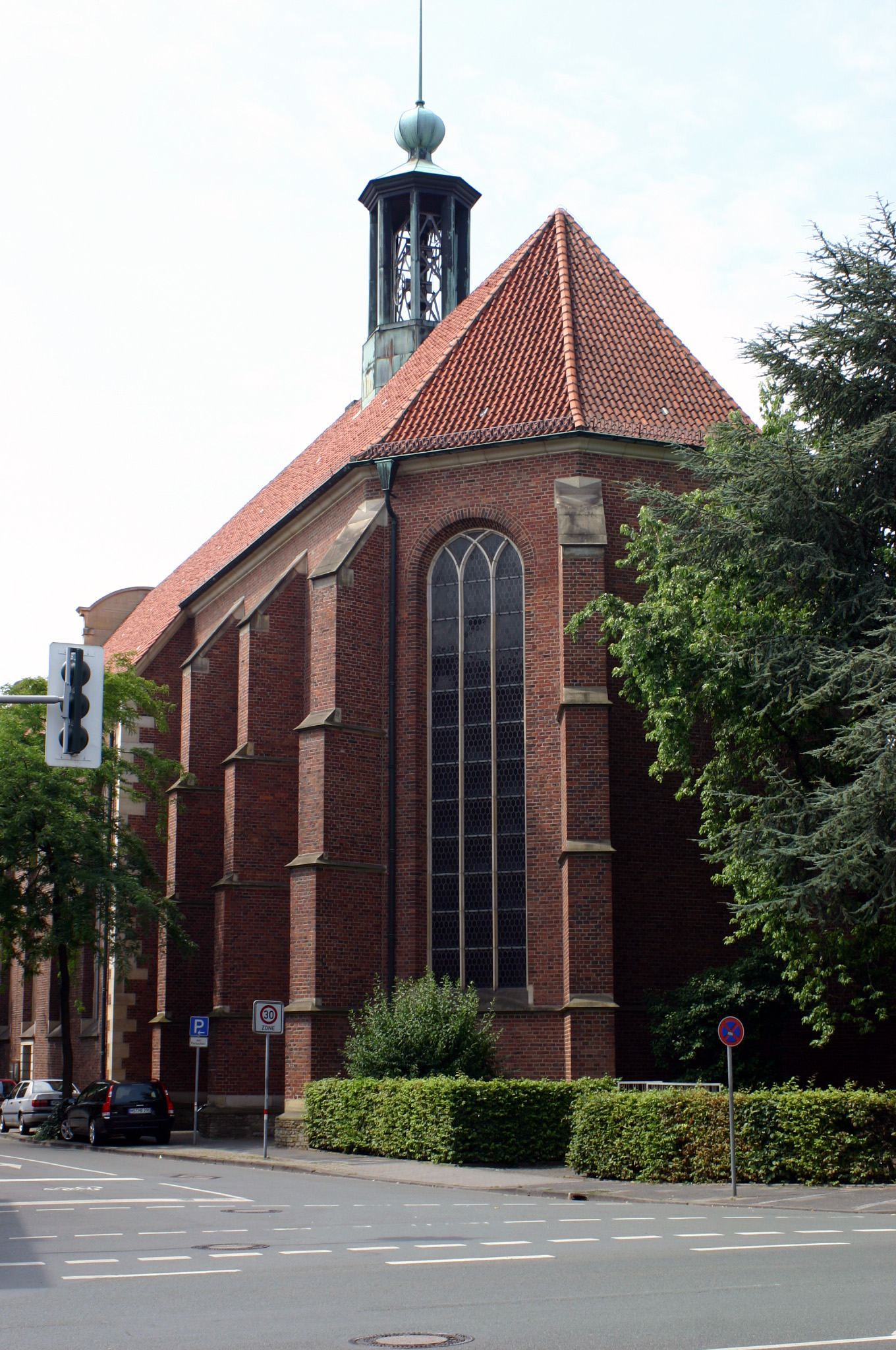
Die Observantenkirche

Die Observantenkirche ist ein Kirchengebäude in der Altstadt von Münster an der Schlaunstraße, Ecke Rosenstraße. Sie war bis zur Klosteraufhebung im Jahr 1811 die Klosterkirche der Franziskaner-Observanten. Die Observantenkirche ist Eigentum des Landes Nordrhein-Westfalen und ist heute die Evangelische Universitätskirche und Konzertkirche der evangelisch-theologischen Fakultät der Universität Münster.

## Geschichte von Kirche und Kloster

### Vorgeschichte
Die Brüder des 1210 gegründeten Franziskanerordens (Ordo fratrum minorum, ‚Minderbrüder-Orden‘) hatten seit der Mitte des 13. Jahrhunderts eine Niederlassung in Münster, die zur Kustodie Westfalen der Kölnischen Franziskanerprovinz (Colonia) gehörte. Ihre Klosterkirche war die heutige Apostelkirche. Als der Franziskanerorden sich 1517 als Folge des Armutsstreits im Orden teilte in die Konventualen (heute Minoriten genannt) und Observanten, schloss sich der Konvent in Münster den Minoriten an. Das Minoritenkloster überdauerte mit einigen Schwierigkeiten die Reformation und die Auseinandersetzungen um die Wiedertäufer in den Jahren 1533 bis 1535, es bestand bis zur Aufhebung infolge der Säkularisation am 14. November 1811.

### Observantenkloster (1614–1811)
Die Franziskaner-Observanten bereiteten offenbar bald nach der Trennung der Ordenszweige die Gründung einer Niederlassung in Münster vor; 1558 schlossen die westfälischen Klöster der Kölnischen Franziskanerprovinz mit den Fraterherren einen Vertrag, der ihnen in Münster bei den Fraterherren ein Unterkunftsrecht einräumte. Im Februar 1614 ließen sich dann die Observanten in leerstehenden Gebäuden bei der Johanniter-Kommende nieder, nachdem im April 1613 der Kölner Erzbischof und Fürstbischof von Münster, Ferdinand von Bayern, auf Anfrage des Provinzials der Kölnischen Franziskanerprovinz dazu die Erlaubnis erteilt hatte. Die Klostergründung stieß auf den Widerstand der mit den Franziskanern konkurrierenden Minoriten. 1619 wurde die Niederlassung zum Konvent erhoben. 1627 trat die Kölnische Franziskanerprovinz neben anderen Klöstern auch den Münsteraner Konvent an die nach der Reformation wiedererrichtete Sächsische Franziskanerprovinz (Saxonia) ab. Zwischen 1629 und 1634 entstanden an der Bergstraße neue Klostergebäude und die Observantenkirche. Der Konvent in Münster wurde zum Hauptkloster der Saxonia bestimmt, ab 1630 war er auch Sitz des Provinzialministers. In Münster wurde eines der dreizehn Hausstudien für den Ordensnachwuchs eingerichtet, und zwar für Philosophie; ab 1633 war es das Hauptstudienkloster der Provinz für dogmatisch-scholastische Theologie.
Die Klostergebäude wurden bei einem Brand am 7. Mai 1671 zerstört, Bibliothek und Archiv konnten gerettet werden. Die Gebäude wurden bis 1684 wieder aufgebaut. Ab 1687 wurde die Observantenkirche unter Leitung des Jesuiten Anton Hülse mit barocker Ausstattung wieder aufgebaut und am 28. Oktober 1698 geweiht. Das Barockportal wurde im Jahr 1700 vollendet. Ausgerichtet ist das Gebäude nicht in Ost-West-Richtung, sondern in Nord-Süd-Richtung.
Die Ordensleute waren als Seelsorger in der Stadt sehr beliebt und leisteten neben der Tätigkeit in ihrer eigenen Klosterkirche Aushilfe in zahlreichen Pfarrkirchen in der Stadt und im Umland. Auch der Domprediger am Münsteraner Dom war häufig ein Franziskaner. Mehrere Mitglieder des Konvents lehrten als Professoren an der 1774 eröffneten Universität Münster, und zwar Basilius Zurhorst, Innozenz Göcken und Kasimir Schnösenberg an der theologischen und Alexander Murarius an der philosophischen Fakultät. Dies war auch dem Wohlwollen zuzuschreiben, dass der Kurator der Universität, Franz Freiherr von Fürstenberg, den Franziskanern entgegenbrachte.
In der Zeit der Säkularisation drohte dem Kloster im Frühjahr 1804 die Verlegung ins Kapuzinerkloster, weil es für Zwecke der französischen Armee in Anspruch genommen werden sollte. Dies konnte noch abgewehrt werden, aber mit Einrücken der Franzosen in Münster im Oktober 1806 begann eine Zeit empfindlicher Beeinträchtigung. Zunächst wurden 64 Soldaten einquartiert, ein anderes Mal übernachteten 200 gefangene Preußen in der Klosterkirche, ein anderes Mal waren 100 kranke Holländer im Kloster untergebracht. Im Januar 1807 richteten die Franzosen in fast allen unteren Klosterräumen eine Kaserne für 150 dort stationierte Soldaten ein, später kam eine Militärschule hinzu. Seine Seelsorgetätigkeit übte das Kloster dennoch weiter aus.

### Aufhebung des Klosters, Weiternutzung der Kirche
Am 2. Dezember 1811 wurde dem Kloster ein Dekret Napoleons vom 14. November 1811 bekanntgegeben, nach dem die Franziskaner zum 2. Januar 1812 den Habit abzulegen und das Kloster zu verlassen hätten; dasselbe galt für die Franziskanerklöster in Elten, Gemen, Rheine und Vreden. Die Franziskaner suchten Unterkünfte außerhalb des Klosters und bekleideten in der Stadt zum Teil weiter kirchliche Ämter. Provinzial Firminus Flören leitete die Provinz Saxonia bis zu seinem Tod am 18. März 1822 als Commissarius provincialis von einer Privatwohnung in Münster aus weiter
Nach Auflösung des Klosters 1811/12 fiel das Gebäude in die Nutzung des preußischen Militärs. Am 3. Januar 1812 nahm eine Regierungskommission das Kloster in Besitz. Es blieb bis 1819 geschlossen, dann entfernte man das Kirchenportal und die Heiligenstatuen. Turm und Sakristei riss man ab und zog in die Kirche eine Zwischendecke ein, das untere Stockwerk wurde als Pferdestallung genutzt, zu Beginn des 20. Jahrhunderts auch als Requisitenkammer des Theaters.
Nach der fast völligen Zerstörung im Zweiten Weltkrieg wurde die Kirche in den 1950er-Jahren wiederaufgebaut. Sie ist innen schlicht gehalten. Auf eine Rekonstruktion der barocken Ausstattung wurde verzichtet. Seit 1961 dient sie als Evangelische Universitätskirche und als Konzertkirche der studentischen Chöre der evangelisch-theologischen Fakultät der Universität Münster, unter anderem mit einer Konzertreihe „Observantenkonzert“.
Die Franziskaner kamen 1853 nach Münster zurück und errichteten ein neues Kloster am Hörsterplatz.

## Kirchengebäude
Das genordete Gebäude geht aus einem Neubau zum Ende des 17. Jahrhunderts hervor. Es ist eine Saalkirche mit einem neuzeitlichen Dachreiter. Das Mauerwerk steht auf einem Sockel aus Bruchsteinen. Die Strebepfeiler sind einer gotischen Kirche nachempfunden. Backstein und die gotisierenden Fenster prägen die optische Wirkung des Baukörpers. „Mit seinen schmalen Rippengewölben und dem polygonalen Langchor ist ihr Saalbau immer noch mehr der Gotik verpflichtet als dem Barock, dessen Stilformen sich nur auf der Sandsteinfassade etwas freier entfalten können.“
Die Fassade aus Sandstein weist zwei große Pilaster auf, die die Breite des Kirchenschiffs zwischen den eingezogenen Stützpfeilern zeigen. In der Mitte dominiert ein großes Rundbogenfenster mit gotischem Maßwerk, seitlich befinden sich zwei Nischen. Im Giebelbereich befindet eine Ädikula mit einer Nische. Das Hauptportal wurde 1960 von Ulrich Henn gestaltet.

## Ausstattung

### Orgeln
Die Observantenkirche hat drei Orgeln. Für konzertante Zwecke stehen eine kleine zweimanualige Orgel mit Pedal und ein Orgelpositiv zur Verfügung.
Bis zu Beginn des 19. Jahrhunderts stand in der Kirche eine historische Orgel aus dem 17. Jahrhundert. Nach der Auflösung der Klöster wurde das kunstvolle Orgelgehäuse  verkauft. Es befindet sich heute mit einem Orgelwerk von 1896 in der Liebfrauenbasilika (Zwolle).
Die Hauptorgel auf der Südempore wurde 1962 von der Orgelbaufirma Paul Ott (Göttingen) nach einem Dispositionsentwurf von Rudolf Reuter erbaut. Das Schleifladen-Instrument hat 36 Register auf drei Manualen und Pedal. Das Brustwerk ist zugleich Schwellwerk, die Schwelltüren werden über einen Handhebel bedient. Die Spiel- und Registertrakturen sind mechanisch. Nachfolgend die Disposition der Hauptorgel.
| I Rückpositiv C–g3 |                |       |
| 1.                 | Gedackt        | 8′    |
| 2.                 | Prinzipal      | 4′    |
| 3.                 | Rohrflöte      | 4′    |
| 4.                 | Gemshorn       | 2′    |
| 5.                 | Sifflöte       | 1 ⁄3′ |
| 6.                 | Sesquialter II | 2 ⁄3′ |
| 7.                 | Scharff V      | 1′    |
| 8.                 | Dulzian        | 16′   |
| 9.                 | Krummhorn      | 8′    |
|                    | Tremulant      |       |

| II Hauptwerk C–g3 |            |       |
| 10.               | Quintade   | 16′   |
| 11.               | Prinzipal  | 8′    |
| 12.               | Spitzflöte | 8′    |
| 13.               | Oktave     | 4′    |
| 14.               | Gedackt    | 4′    |
| 15.               | Nasat      | 2 ⁄3′ |
| 16.               | Oktave     | 2′    |
| 17.               | Mixtur VI  | 2 ⁄3′ |
| 18.               | Trompete   | 16′   |
| 19.               | Trompete   | 8′    |

| III Brustschwellwerk C–g3 |             |        |
| 20.                       | Holzgedackt | 8′     |
| 21.                       | Blockflöte  | 4′     |
| 22.                       | Prinzipal   | 2′     |
| 23.                       | Oktave      | 1′     |
| 24.                       | Quinte      | 1 ⁄3′  |
| 25.                       | Terz        | 1 3⁄5′ |
| 26.                       | Regal       | 8′     |
|                           | Tremulant   |        |

| Pedal C–f1 |              |     |
| 27.        | Prinzipal    | 16′ |
| 28.        | Subbass      | 16′ |
| 29.        | Oktave       | 8′  |
| 30.        | Gedackt      | 8′  |
| 31.        | Holzflöte    | 4′  |
| 32.        | Nachthorn    | 2′  |
| 33.        | Hintersatz V |     |
| 34.        | Posaune      | 16′ |
| 35.        | Trompete     | 8′  |
| 36.        | Cornett      | 4′  |

- Koppeln I/II, III/II, I/P, II/P, III/P

### Glocken
Im Dachreiter der Observantenkirche hängen drei Glocken.
| Nr. | Name | Gussjahr | Gießer | Durchmesser (mm) | Masse (kg) | Schlagton (HT-1/16) |
| 1   |      | 1959     |        | 800              |            | h1 + 3              |
| 2   |      | 1959     |        | 669              |            | d2 + 5              |
| 3   |      | 1959     |        | 585              |            | e2 + 7              |